# Luke Gallows
Andrew William Hankinson (sinh ngày 22 tháng 12 năm 1983) là một đô vật chuyên nghiệp người Mỹ, hiện đang biểu diễn với cái tên trên võ đài Doc Gallows.
Hankinson bắt đầu sự nghiệp vào năm 2005, tham gia WWE Tough Enough, một cuộc thi do WWE tổ chức để tìm kiếm tài năng trẻ. Dù không giành chiến thắng, anh đã ký hợp đồng và đấu tại Deep South Wrestling, một phần của WWE. Năm 2006, anh thù với Kane, xuất hiện trong vai Imposter Kane. Họ đấu với nhau tại Vengeance, nơi Hankinson thắng. Anh trở lại là Festus vào năm 2007, một người đàn ông trầm lặng và trở lên điên loạn khi nghe tiếng chuông reo. Anh từng hợp tác với Jesse trong suốt hai năm trước khi cả hai tan rã. Trong suốt thời gian này, anh tóm tắt lịch sử cho chương trình truyền hình trước khi tái xuất là Luke Gallows, người điều hành và "đệ tử" của CM Punk trong Straight Edge Society, hợp đồng đầu tiên của anh ấy kết thúc vào năm 2010.
Anh cũng làm việc cho New Japan Pro Wrestling dưới cái tên võ đài Doc Gallows và là thành viên của nhóm Bullet Club. Anh cũng đã thi đấu nổi bật ở TNA, nơi anh là thành viên của nhóm heel Aces & Eights dưới cái tên D.O.C. (Director of Chaos).
Về danh hiệu, Gallows từng năm lần vô địch đồng đội cùng Karl Anderson.